# NACK
NACK è la contrazione di Negative-Acknowledgment. È il pacchetto di controllo (non previsto nel protocollo TCP) trasmesso dal ricevente al mittente per segnalare la mancata ricezione di uno o più pacchetti dati.